# Umar Issajewitsch Salamow
Umar Issajewitsch Salamow (russisch Умар Исаевич Саламов; * 7. Juni 1994 in Grosny, Tschetschenien) ist ein russischer Profiboxer im Halbschwergewicht. Er lebt und trainiert in Henderson bei Las Vegas, USA.

## Profikarriere
Umar Salamow gewann sein Profidebüt am 15. Dezember 2012. 2013 blieb er in sieben Kämpfen ungeschlagen und wurde IBO-Jugendweltmeister im Halbschwergewicht. 2014 wurde er zudem WBO-Jugendweltmeister und WBO-Europameister im Halbschwergewicht.
Am 21. Mai 2016 schlug er den britischen Commonwealth-Champion Abubakar „Bob“ Ajisafe und gewann damit den IBO-Weltmeistertitel. Ein weiterer Sieg gelang ihm am 6. Mai 2017 gegen den Kroaten Emil Markić, wodurch er IBF-Europameister und WBO-International-Champion wurde.
Seine erste Niederlage erlitt er am 2. Juli 2017 nach Punkten gegen Damien Hooper. Im Februar 2018 unterzeichnete er einen Co-Promotionsdeal mit Salita Promotions und KA-Promotions.
Gegen den US-Amerikaner Brian Howard gewann er am 22. Juni 2018 den IBF-Nordamerika-Titel. Den WBO-International-Titel gewann er erneut am 5. September 2018 gegen den Deutschen Denis Liebau und verteidigte ihn noch im selben Jahr gegen Emmanuel Anim aus Ghana. 2019 gewann er zwei weitere Titelverteidigungen gegen den Polen Norbert Dabrowski und Emmanuel Danso aus Ghana. Im Februar 2020 wurde Salamow von Top Rank unter Vertrag genommen.
Am 20. November 2020 hätte er gegen Maxim Wlassow boxen sollen, der Kampf kam jedoch aufgrund einer COVID-19-Erkrankung von Salamow nicht zustande. Mit einem Sieg gegen Wlassow wäre Salamow zu einem der beiden Pflichtherausforderer beim Kampf um den vakanten WBO-Weltmeistertitel im Halbschwergewicht geworden. Der Kampf um den WBO-Titel war daraufhin für Februar 2021 zwischen Wlassow und Joe Smith junior geplant, letzterer erhielt das Recht zum Kampf um den Titel durch einen Sieg im August 2020 gegen Eleider Álvarez. Der Titel wurde schließlich im April 2021 durch Joe Smith junior gewonnen.
Salamow boxte schließlich am 11. Dezember 2021 gegen Dmitri Biwol um den WBA-Superweltmeistertitel im Halbschwergewicht und verlor einstimmig nach Punkten.